# Brachyhesma barrowensis
Brachyhesma barrowensis är en biart som beskrevs av Exley 1968. Brachyhesma barrowensis ingår i släktet Brachyhesma och familjen korttungebin. Inga underarter finns listade.

## Bildgalleri

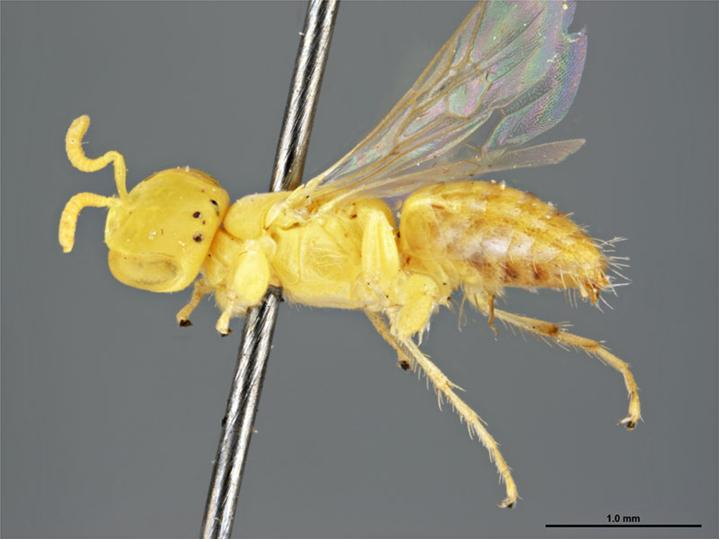